# Jonathan Melchior Walker
 Jonathan Walker (Sério, Río Grande del Sur; 1 de junio de 1994) es un futbolista profesional brasileño, se desempeña en el terreno de juego como guardameta y su actual equipo es el Brasil de Farroupilha del Campeonato Brasileño de Serie C.

## Clubes
| Club                               | País     | Año             |
| ---------------------------------- | -------- | --------------- |
| Grêmio Esportivo Brasil            | Brasil   | 2012 - 2013     |
| Clube Esportivo Lajeadense         | Brasil   | 2014 - 2015     |
| Ypiranga Futebol Clube             | Brasil   | 2015 - 2016     |
| Guarany Futebol Clube              | Brasil   | 2016 - 2017     |
| Futebol Clube Santa Cruz           | Brasil   | 2017 - 2018     |
| Associação Desportiva Portomosense | Portugal | 2018 - 2019     |
| Canaã Esporte Clube                | Brasil   | 2019 - 2020     |
| Brasil de Farroupilha              | Brasil   | 2021 - presente |